# Giannicola di Paolo
Giannicola di Paolo (auch bekannt als Giannicolò da Perugia oder Giannicola Manni oder Giovanni Nicolò Manni) (* um 1460 in Perugia; † 27. Oktober 1544 ebenda) war ein italienischer Maler und eine der eigenständigsten Persönlichkeiten unter den Schülern von Pietro Perugino.

## Leben

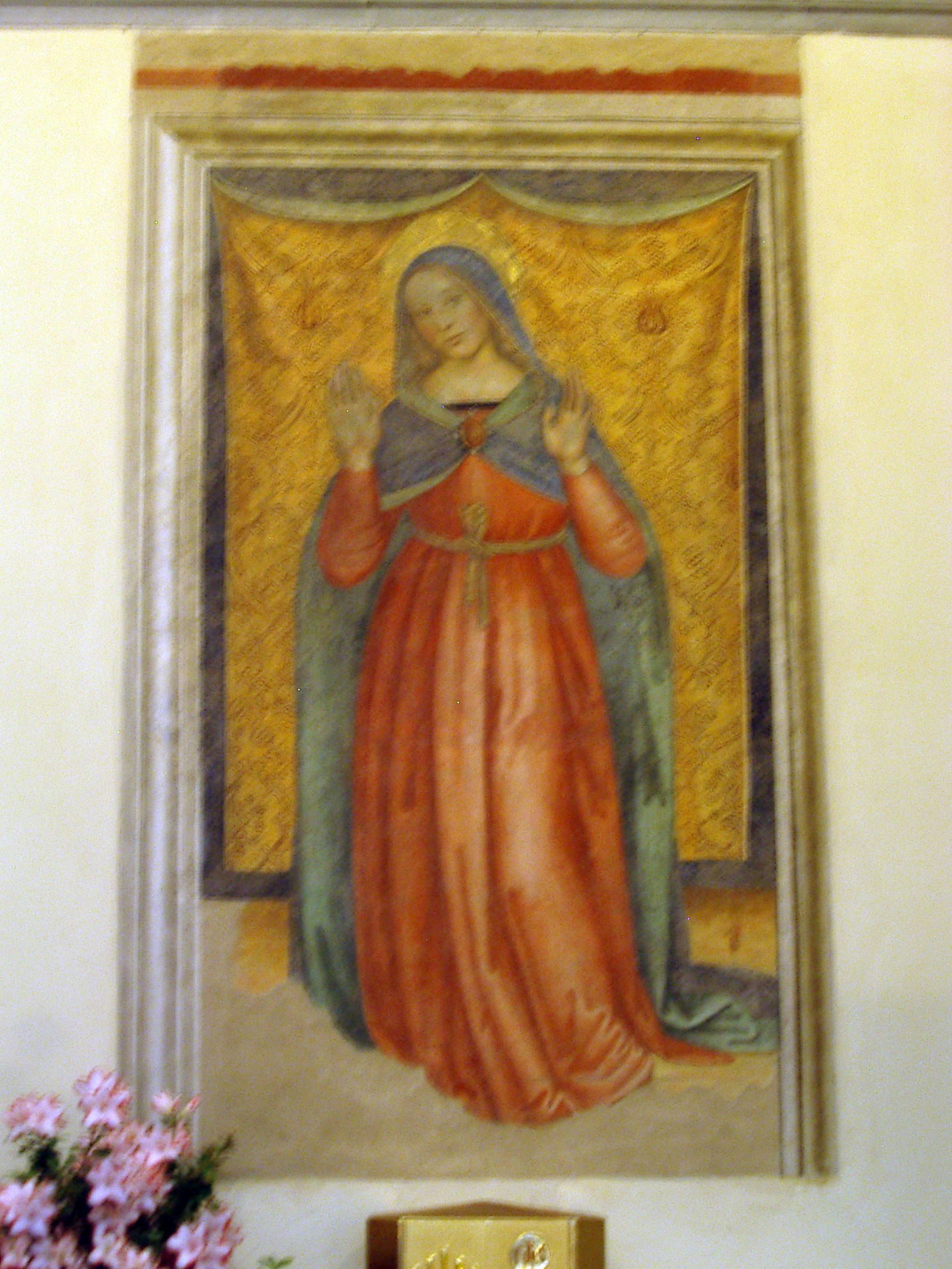
Jungfrau Maria, Fresko, Giannicola di Paolo zugeschrieben, Sant'Agostino, Perugia

Im Jahr 1493, als er noch Mitarbeiter von Perugino war, war er bereits ein bekannter Maler. 1506 schuf er den Allerheiligenaltar, der sich heute in der Galleria Nazionale dell’Umbria in Perugia befindet, ein besonderes Werk, das zeigt, dass er von seinem Meister gelernt hat, auch wenn einige direkte Einflüsse von Pinturicchio zu erkennen sind.
Mit dem 1512 für die Kirche Santa Maria Nuova in Perugia geschaffenen Altarbild der Madonna mit den vier Heiligen, das sich heute im Pariser Louvre befindet, löste er sich von den Vorbildern seines Lehrers und näherte sich dem Stil von Signorelli, Raffael, Mariotto und Fra Bartolommeo an.
Sein wichtigstes Werk ist die Ausschmückung der Cambio-Kapelle mit der Geschichte des Johannes dem Täufer und dem Altarbild auf Holztafeln: Die Ausführung dauerte von 1511 bis 1528 und zeigt die wechselnde Neugier und Experimentierfreudigkeit Giannicolas, der sich nach und nach von Michelangelo, dem Raffael der römischen Epoche, Sodoma und Pacchia inspirieren ließ, aber auch mit phantasievollen Charakterisierungen, die an exzentrische Maler wie Amico Aspertini und Gian Francesco Bembo erinnern.
Sein Martyrium des Heiligen Laurentius von 1513 wird im Museo dell’Opera del Duomo in Perugia aufbewahrt.